# کائیهان (احسانیه)
کائیهان (به ترکی استانبولی: Kayıhan)، یک منطقهٔ مسکونی در ترکیه است که در احسانیه واقع شده‌است.